# Каннський кінофестиваль 1947
2-й міжнародний Каннський кінофестиваль 1947 року проходив з 12 по 20 вересня в Каннах, Франція.

## Журі
Журі оцінювало як повнометражні так і короткометражні фільми. До його складу ввійшли винятково представники Франції:
- Жорж Юісман — Голова журі, історик
- Раймон Бордері, офіційний представник Центру національної кінематографії (CNC)
- Шосон, офіційний представник Центру національної кінематографії (CNC)
- Жан Міньор, офіційний представник Центру національної кінематографії (CNC)
- Ескут, офіційний представник міста Канни
- Жан Гремійон, режисер
- Жорж Роллен, актор
- Марк-Жильбер Совайон, сценарист
- Робер Юбер, кінооператор
- Олександр Каменка, продюсер
- Рене Сільвіано, офіційний представник Спілки авторів, композиторів та музичних видавців (SACEM)
- Жорж Ражуї, офіційний представник профспілок
- Жан Нері, критик
- Жозеф Дотті, кіноман
- Анрі Море, кіноман
- Моріс Ій, кіноман
- Жорж Карр'єр, кіноман
- Моріс Перісе, кіноман
- Рене Жан, критик
- Режис Рубен, кіноман
- Сегалон, кіноман

## Фільми-учасники конкурсної програми
Повнометражні фільми
| Фільм                      | Назва мовою оригіналу            | Режисер                     | Країна          |
| -------------------------- | -------------------------------- | --------------------------- | --------------- |
| Антуан і Антуанетта        | Antoine et Antoinette            | Жак Беккер                  | Франція         |
| Бумеранг!                  | Boomerang!                       | Еліа Казан                  | США             |
| Перехресний вогонь         | Crossfire                        | Едвард Дмитрик              | США             |
| Дамбо                      | Dumbo                            | Бен Шарпстін та Волт Дісней | США             |
| Злочин Джованни Епіскопо   | Il delitto di Giovanni Episcopo  | Альберто Латтуада           | Італія          |
| Плющ                       | Ivy                              | Сем Вуд                     | США             |
| Пісня Долорес              | La copla de la Dolores           | Беніто Перохо               | Іспанія         |
| Капітанська донька         | La figlia del capitano           | Маріо Камеріні              | Італія          |
| Кішка                      | La gata                          | Маріо Соффічі               | Аргентина       |
| Коханці моста Сен-Жан      | Les Amants du pont Saint-Jean    | Анрі Декуан                 | Франція         |
| Гру закінчено              | Les jeux sont faits              | Жан Делануа                 | Франція         |
| Прокляті                   | Les Maudits                      | Рене Клеман                 | Франція         |
| Маруф швець з Каїра        | Marouf Savetier du Caire         | Жан Моран                   | Марокко         |
| Сам собі кат               | Mine Own Executioner             | Ентоні Кіммінс              | Велика Британія |
| Париж 1900                 | Paris 1900                       | Ніколе Ведрес               | Франція         |
| Одержима                   | Possessed                        | Кертіс Бернхардт            | США             |
| Корабель йде в Індію       | Skepp till India land            | Інгмар Бергман              | Швеція          |
| Загублені в мороці         | Sperduti nel buio                | Камілло Мастрочінке         | Італія          |
| Вчителька                  | A Tanítónő                       | Мартон Келеті               | Угорщина        |
| Погоня                     | The Chase                        | Артур Ріплі                 | США             |
| Історія Джолсона           | The Jolson Story                 | Альфред Е. Грін             | США             |
| Дивне кохання Марти Айверс | The Strange Love of Martha Ivers | Льюїс Майлстоун             | США             |
| Дві жінки                  | Två kvinnor                      | Арнольд Сьостранд           | Швеція          |
| Безумства Зігфілда         | Ziegfeld Follies                 | Вінсент Міннеллі            | США             |

## Короткометражні фільми
- Aux portes du monde saharien, режисер Робер Верне
- Bianchi pascoli, режисер Лучано Тммер
- Cacciatori Sottomarini, режисер Алліата
- Caravane Boréale, режисер Г'ю Воллес
- De Stichter, режисер Чарльз Декукелер
- Escale Au Soleil, режисер Анрі Верней
- Повені в Польщі / Inondations en Pologne, режисери Ежи Боссак та Вацлав Казьмерчак
- L'Ile Aux Morts, режисер Норман МакЛарен
- L'Oeuvre Biologique de Pasteur, режисер Жан Паїнлеве
- La Petite République, режисер Віктор Вікас
- Les Danseurs D'Echternach, режисер Іві Фрідріх
- New Faces Come Back, режисер Річард Девіс
- Rhapsodie de Saturne, режисер Жан Їмаж
- Risveglio di Primavera, режисер П'єтро Франчіші
- Symphonie Berbère, режисер Андре Звобода
- Tea For Teacher, режисер У. М. Ларкінс

## Переможці
Повнометражні фільми
- Найкраща музична комедія: Безумства Зігфілда
- Найкращий анімаційний фільм: Дамбо
- Найкращий психологічний фільм про кохання: Антуан і Антуанетта
- Найкращий фільм соціальної тематики: Перехресний вогонь
- Найкращий пригодницький фільм або детектив: Прокляті

Короткометражні фільми
Найкращий короткометражний фільм: Повені в Польщі